# Kunskapens torg
Kunskapens torg är ett medicinhistoriskt museum beläget i entrén på Södra Älvsborgs sjukhus i Borås. Det har funnits sedan 2004 och där finns alltid en pågående medicinhistorisk utställning som varierar beroende på säsong. Museet innehåller även ett medicinhistoriskt bibliotek.
Utanför entrén finns under den varma årstiden, en örtagård med olika typer av historiska medicinalväxter, totalt 70 örtväxter. 